# Znak akcyzy

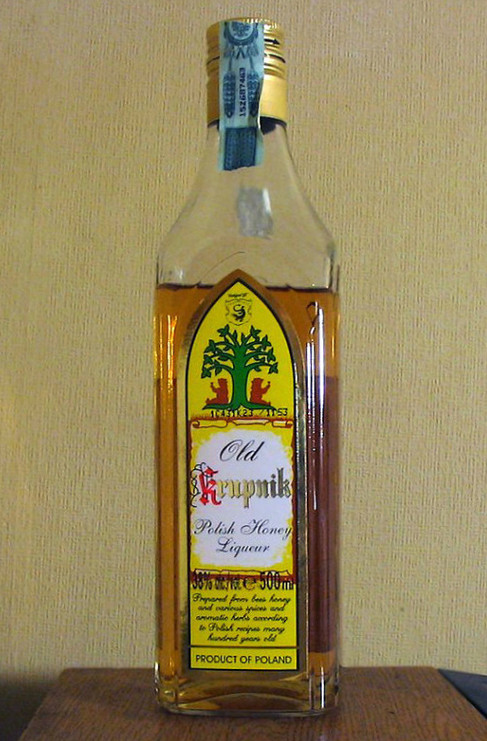
Napój alkoholowy w butelce, na którą został naklejony znak akcyzy

Znak akcyzy (popularnie banderola) – znaki akcyzy zostały zdefiniowane w ustawie o podatku akcyzowym jako znaki służące do oznaczania wyrobów akcyzowych podlegających obowiązkowi oznaczania.

## Informacje ogólne
Obowiązkowi oznaczania znakami akcyzy podlegają napoje alkoholowe oraz wyroby tytoniowe. Muszą one być prawidłowo oznaczone odpowiednimi znakami akcyzy przed zakończeniem procedury zawieszenia poboru akcyzy, a w określonych sytuacjach przed przekazaniem do magazynu wyrobów gotowych lub dokonaniem ich sprzedaży.
Zwolnione z obowiązku oznaczania znakami akcyzy są m.in. wyroby:
- całkowicie niezdatne do użytku (w tym np. z powodu wad jakościowych, wyroby nienadające się do spożycia, połamane papierosy),
- wyprowadzone ze składu podatkowego i przeznaczone do dokonania dostawy wewnątrzwspólnotowej lub na eksport,
- umieszczane w składzie wolnocłowym lub wolnym obszarze celnym i przeznaczone do sprzedaży w jednostkach handlowych tam usytuowanych,
- przewożone z terytorium jednego państwa członkowskiego na terytorium innego państwa członkowskiego przez terytorium kraju,
- zwolnione od akcyzy lub objęte zerową stawką akcyzy.

Zwolnieniu podlega także piwo otrzymywane ze słodu, mieszaniny piwa i napojów bezalkoholowych, alkohol etylowy skażony. 
Ustawa o podatku akcyzowym przewiduje dwa rodzaje znaków: znaki podatkowe i legalizacyjne. Podatkowe znaki akcyzy nanosi się na wyroby akcyzowe w procedurze zawieszenia poboru akcyzy. Są one potwierdzeniem wpłaty kwoty stanowiącej wartość podatkowych znaków akcyzy. Legalizacyjne znaki akcyzy stosowane są wyjątkowo. Dotyczy to sytuacji wystąpienia poza procedurą zawieszenia poboru akcyzy wyrobów akcyzowych nieoznaczonych, oznaczonych nieprawidłowo lub nieodpowiednimi znakami akcyzy (w szczególności znakami uszkodzonymi), gdy wyroby te przeznaczone są do dalszej sprzedaży.
Procedura otrzymywania znaków akcyzy jest ściśle uregulowana. W celu otrzymania znaków akcyzy należy w określonym terminie złożyć do Ministerstwa Finansów wstępne zapotrzebowanie na znaki akcyzy oraz wniosek do urzędu skarbowego właściwego w sprawach znaków akcyzy. W związku ze złożonym wnioskiem należy uiścić odpowiednio:
- wartość podatkowych znaków akcyzy,
- kwotę na pokrycie kosztów wytworzenia podatkowych znaków akcyzy - gdy wniosek dotyczy wydania podatkowych znaków akcyzy lub
- należność za legalizacyjne znaki akcyzy - gdy wniosek dotyczy wydania legalizacyjnych znaków akcyzy.

Naczelnik urzędu skarbowego wydaje decyzję w sprawie znaków akcyzy oraz upoważnienie do ich odbioru (w urzędzie celnym lub w Polskiej Wytwórni Papierów Wartościowych S.A).
Znak akcyzy jest umieszczany na opakowaniach jednostkowych w taki sposób aby zdjęcie znaku lub otwarcie opakowania powodowało trwałe i widoczne uszkodzenie znaku.
Znaków akcyzy nie można zbywać lub na jakichkolwiek innych zasadach odstępować lub przekazywać odpłatnie lub nieodpłatnie innym podmiotom. 
Ważność znaków akcyzy w przypadku wyrobów spirytusowych lub winiarskich wynosi 12 miesięcy. W tym okresie podmiot, który otrzymał te znaki zobowiązany jest je nanieść na wyroby. Po upływie 12 miesięcy znaki te tracą ważność i podlegają zwrotowi.
W przypadku wyrobów tytoniowych, podmiot jest obowiązany oznaczyć wyroby do końca roku kalendarzowego odpowiadającemu rokowi wytworzenia tych znaków nadrukowanemu na opakowaniu. Znaki akcyzy naniesione na opakowania jednostkowe wyrobów tytoniowych lub na wyroby tytoniowe w danym roku kalendarzowym zachowują ważność do ostatniego dnia lutego następnego roku kalendarzowego. Znaki akcyzy na wyroby tytoniowe niewykorzystane do dnia 31 grudnia danego roku kalendarzowego są zwracane w terminie do dnia 31 stycznia następnego roku kalendarzowego podmiotowi, który je wydał.
Naruszenie obowiązków związanych z nakładaniem znaków akcyzy stanowić może przestępstwo karno-skarbowe.

## Funkcje znaków akcyzy
Można wyróżnić dwie funkcje znaków akcyzy:
- funkcja legalizacyjna – wyrób akcyzowy oznaczony znakiem akcyzy może być dopuszczony do sprzedaży na terytorium kraju;
- funkcja potwierdzająca, że dany towar jest oryginalny (został wyprodukowany przez podmiot, który jest producentem danej marki);
- funkcja fiskalna (ograniczona) - umieszczenie znaku akcyzy na danym wyrobie akcyzowym nie oznacza, że akcyza została w pełni zapłacona; w przypadku znaków akcyzy o charakterze podatkowym podmiot ubiegający się o otrzymanie znaków akcyzy jest zobowiązany do wpłacenia określonej kwoty stanowiącej równowartość znaków akcyzy, która jest odliczana od należnego podatku[1].

## Krytyka
Podkreśla się, że polski system znaków akcyzy jest jednym z najbardziej archaicznych w całej UE. W innych państwach członkowskich UE znaki akcyzy przyjmują formę hologramów naklejanych na opakowania jednostkowe wyrobów akcyzowych (w szczególności w branży winiarskiej czy spirytusowej) czy nawet formę e-banderol (w branży tytoniowej). 
Unowocześnieniu polskiego systemu znaków akcyzy służyć miało wprowadzenie samoprzylepnych znaków akcyzy. Mają one na razie zastosowanie jedynie do puszek z wyrobami spirytusowymi oraz wyrobami winiarskimi. Postuluje się rozszerzenie zastosowanie tego rozwiązania.